# プロジェクト・フルサークル
プロジェクト・フルサークル（Project Full Circle）はアメリカのSFテレビドラマ『スタートレック:ヴォイジャー』を原作とする小説『Star Trek:VOY -Full Circle-』、『Star Trek:VOY -Unworthy-』等に登場する惑星連邦宇宙艦隊の架空の計画。

## 概要
U.S.S.ヴォイジャーは2377年にデルタ宇宙域から帰還し、それまで未知であった同宇宙域に関する膨大なデータと量子スリップストリームテクノロジーを持ち帰る。翌2378年、デルタ宇宙域の再調査と、そのために必要となる宙艦隊船に搭載可能な量子スリップストリームドライブの開発を目指して、ケネス・モンゴメリー提督をプロジェクトリーダーとして「プロジェクト・フルサークル（フルサークル計画）」が発足する。2380年にヴェスタ級において量子スリップストリームドライブが完成すると、U.S.S.ヴォイジャーを旗艦とする全9隻の量子スリップストリームドライブ搭載船からなる「フルサークル艦隊」が編成され、翌2381年にデルタ宇宙域へ向けて進発する。デルタ宇宙域探査の主目的は、U.S.S.ヴォイジャーが遭遇した種族と再接触を図ること、およびボーグに関する調査を行うことである。　

## フルサークル艦隊
プロジェクト・フルサークル実行のために編成されたデルタ宇宙域探査艦隊。艦隊司令官はウィレム・バティスト提督。全艦が量子スリップストリームドライブを搭載している。所属艦艇は以下のとおり。
U.S.S.ヴォイジャー (U.S.S.Voyager　NCC-74656)
艦隊旗艦。イントレピッド級、アフサラー・エデン大佐の指揮、バティスト提督の座乗艦。
U.S.S.アキレス (U.S.S.Achilles　NCC-77024)
マルキバー級、ティラム・ドラファー中佐の指揮。
U.S.S.エスクイリーノ (U.S.S.Esquiline　NCC-82614)
ヴェスタ級、パリモン・ダシュト大佐の指揮。
U.S.S.ガレン (U.S.S.Galen　NX-86350)
ガレン級、クラリッサ・グレン中佐の指揮。「Star Trek: Countdown」に同名のホープ級（オリンピック級）医療船が登場する。
U.S.S.キュリー (U.S.S.Curie　NCC-81890)
メリアン級、ジン・チャン大佐の指揮。
U.S.S.クイリナーレ (U.S.S.Quirinal　NCC-82610)
ヴェスタ級、レジーナ・ファーカス大佐の指揮。
U.S.S.デメテル (U.S.S.Demeter　NCC-79914)
テオプラストス級、リアム・オドンネル中佐の指揮。
U.S.S.ホーキング (U.S.S.Hawking　NCC-81897)
メリアン級、バル・イタク大佐の指揮。
U.S.S.プランク (U.S.S.Planck　NCC-81894)
メリアン級、ホスク・トゥマー大佐の指揮。「Star Trek Online」に同名のヘルメス級高速護衛艦が登場する。